# Inside Gola profonda
Inside Gola profonda (Inside Deep Throat) è un documentario del 2005 diretto da Fenton Bailey e Randy Barbato.

## Descrizione
Il documentario descrive quali cambiamenti abbia portato il film pornografico La vera gola profonda di Gerard Damiano, uscito dapprima come film clandestino e poi, fra polemiche e successi di critica, divenuto un film culto.
Sono presenti scene tratte dal film, notizie dell'epoca e interviste varie, sia d'archivio che appositamente realizzate, con il regista Gerard Damiano, l'attore Harry Reems, l'attrice Linda Lovelace, Gore Vidal, Larry Flynt, Hugh Hefner, John Waters, Erica Jong, ed altri. Gran parte del materiale venne selezionato da circa 800 ore di interviste e materiale d'archivio raccolti dai registi Bailey e Barbato.